# Nostra Signora di Guadalupe a Monte Mario
Nostra Signora di Guadalupe a Monte Mario är en kyrkobyggnad och titelkyrka i Rom, helgad åt Vår Fru av Guadalupe. Kyrkan är belägen vid Piazza Nostra Signora di Guadalupe på Monte Mario i suburbio Della Vittoria och tillhör församlingen Nostra Signora di Guadalupe a Monte Mario.
Kyrkan förestås av stiftspräster.

## Historia
Kyrkan uppfördes åren 1928–1932 i nyromanik. Enligt en källa är kyrkan uppförd i barocchetto-stil. Kyrkan byggdes initialt för kongregationen Figlie di Maria Immacolata di Guadalupe, men den såldes inom kort till Roms stift.
Ovanför portalen finns en framställning av Vår Fru av Guadalupe med texten io sono vostra madre pietosa. Fasadens hörnpilastrar har kuddkapitäl, vars stensniderier visar olika odjur och vidunder.
Den ljusa interiören har en öppen takstol. Det fristående marmoraltaret är utfört i gotisk stil. Tabernaklet i marmor har en förgylld dörr. Ovanför tabernaklet återfinns en ädikula med en kopia av ikonen Vår Fru av Guadalupe. Denna ikon kröntes som Arbetets Drottning år 1955 av kardinal Clemente Micara.

## Titelkyrka
Kyrkan stiftades som titelkyrka av påve Paulus VI år 1969.
Kardinalpräster
- Miguel Darío Miranda y Gómez: 1969–1986
- Franz Hengsbach: 1988–1991
- Vakant: 1991–1994
- Adolfo Antonio Suárez Rivera: 1994–2008
- Vakant: 2008–2012
- Timothy Dolan: 2012–

## Kommunikationer
- Busshållplats Nostra Signora Di Guadalupe – Roms bussnät, linje 912